# مدار ۴۸ درجه جنوبی
مدار ۴۸ درجه جنوبی، دایره‌ای از عرض جغرافیایی است که در ۴۸ درجهٔ جنوبی خط استوا  قرار دارد.

## گذر از مناطق
از نصف‌النهار مبدأ شروع می‌شود و به سمت مشرق ۴۸ درجه جنوبی از موارد زیر گذر می‌کند:
| مختصات‌ها                                            | کشور، قلمرو یا دریا | توضیحات                            |
| --------------------------------------------------- | ------------------- | ---------------------------------- |
| ۴۸°۰′ جنوبی ۰°۰′ شرقی / ۴۸٫۰۰۰°جنوبی ۰٫۰۰۰°شرقی     | اقیانوس اطلس        |                                    |
| ۴۸°۰′ جنوبی ۲۰°۰′ شرقی / ۴۸٫۰۰۰°جنوبی ۲۰٫۰۰۰°شرقی   | اقیانوس هند         |                                    |
| ۴۸°۰′ جنوبی ۱۴۷°۰′ شرقی / ۴۸٫۰۰۰°جنوبی ۱۴۷٫۰۰۰°شرقی | اقیانوس آرام        |                                    |
| ۴۸°۰′ جنوبی ۷۵°۱۸′ غربی / ۴۸٫۰۰۰°جنوبی ۷۵٫۳۰۰°غربی  | شیلی                | Patagonic Archipelago and mainland |
| ۴۸°۰′ جنوبی ۷۲°۲۵′ غربی / ۴۸٫۰۰۰°جنوبی ۷۲٫۴۱۷°غربی  | آرژانتین            |                                    |
| ۴۸°۰′ جنوبی ۶۵°۵۵′ غربی / ۴۸٫۰۰۰°جنوبی ۶۵٫۹۱۷°غربی  | اقیانوس اطلس        |                                    |